# Jean Massart
Jean Massart (Etterbeek, 7 maart 1865 – Houx, 16 augustus 1925) was een Belgisch bioloog en hoogleraar aan de Université libre de Bruxelles. Hij was eveneens lid van de Academie.

## Loopbaan
In 1894 behaalde Massart de graad van doctor in de botanie met zijn proefschrift La récapitulation et l’ innovation en embryologie végétale. Hij werd conservator van de Botanische Tuin en na de dood van Léo Errera werd hij directeur van het instituut dat gesticht was door Errera.
Massart heeft veel gereisd. Zo maakte hij na de Eerste Wereldoorlog twee grote wetenschappelijke reizen, de ene naar Brazilië, de andere naar Noord-Amerika.
Massart is de auteur van een overzicht van de botanische geografie in België, in twee delen met vele illustraties. De twee delen hebben als titel Elément de Biologie générale et de Botanique  (Brussel, 1921 en 1923). Hij werkte mee aan talrijke wetenschappelijke tijdschriften.
Bovendien leverde Massart belangrijke bijdragen aan de Belgische en internationale natuurbescherming. Zijn belangrijkste werk daaromtrent dateert uit 1912: Pour la protection de la nature en Belgique, uitgegeven als Bulletin van de Koninklijke Belgische Botanische Vereniging.
In 1922 creëerde hij met Jules Buyssens de experimentele kruidentuin die nu zijn naam draagt, Botanische tuin Jean Massart.